# Andrea Ammon

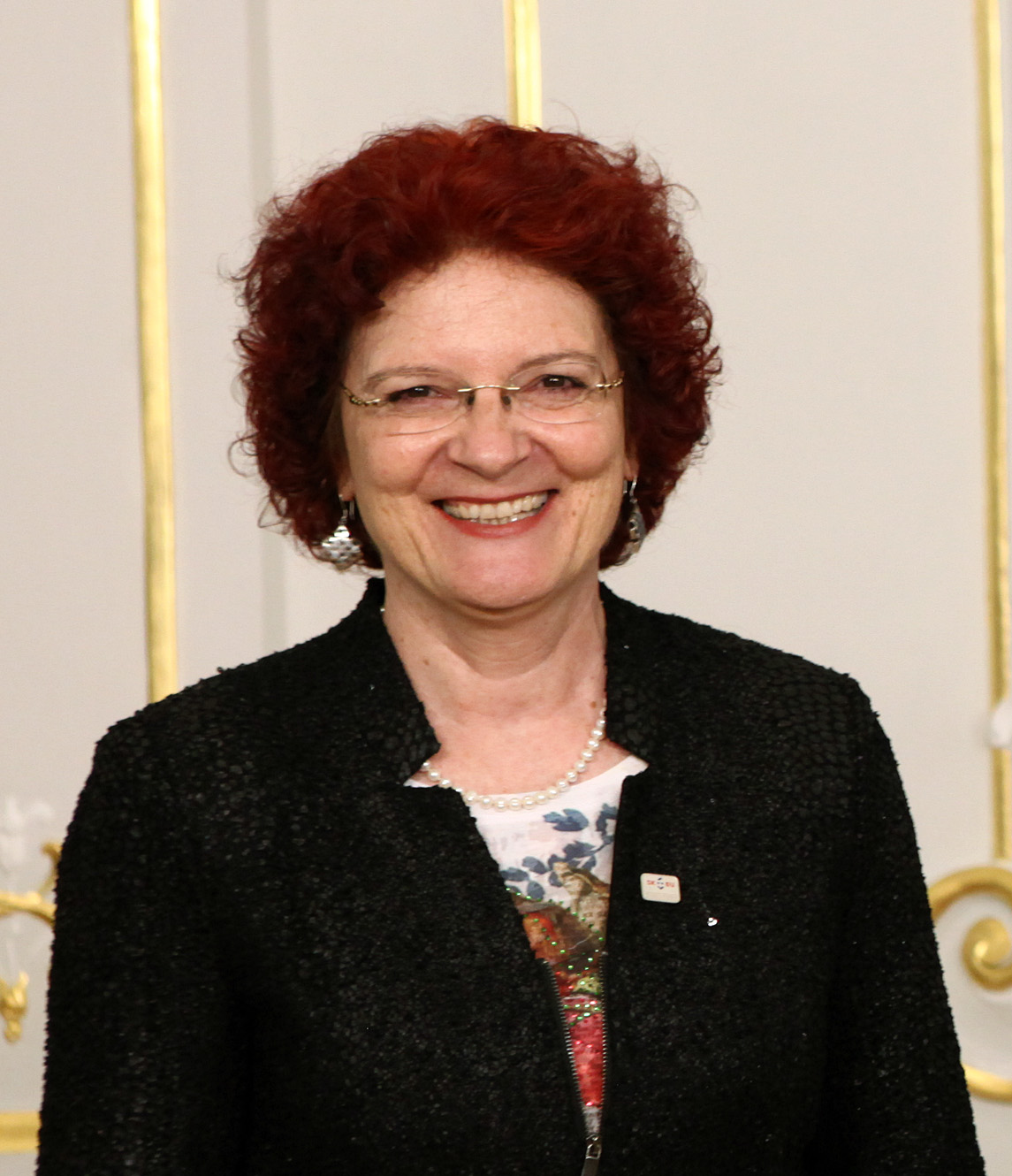
Ammon in der Slowakei 2016 beim Treffen der Gesundheitsminister

Andrea Ammon (* 11. Dezember 1958) ist eine deutsche Medizinerin. Von 2017 bis 2024 war sie Leiterin des European Centre for Disease Prevention and Control (ECDC), der EU-Behörde zur Prävention von Infektionskrankheiten. Ammon beriet die deutsche Regierung bei den SARS- und H2N2-Ausbrüchen.

## Leben
1996 wurde Ammon an der Ludwig-Maximilian-Universität München zur Dr. med. promoviert, wo sie die Lebensqualität von Patienten untersuchte, die palliative Therapie bei Leber-Metastasen erhalten hatten.
Anschließend wechselte Ammon zum Robert Koch-Institut nach Berlin. Dort leitete sie von 2002 bis 2005 die Abteilung für Epidemiologie von Infektionskrankheiten. Am RKI war Ammon verantwortlich für das landesweite Überwachungssystem für Krankheitsausbrüche und die Koordinierung der Maßnahmen gegen SARS und H2N2.  In diesem Zusammenhang untersuchte Ammon die Übertragung von SARS in Flugzeugen und fand heraus, dass selbst Passagiere in unmittelbarer Nähe einer infizierten Person sich während der untersuchten Flüge nicht angesteckt hatten. Daraus schlossen sie und ihre Kollegen, dass das Virus sich relativ ineffektiv verbreitet.
Im März 2017 wurde sie als Direktorin des European Centre for Disease Prevention and Control (ECDC) nominiert und übernahm das Amt offiziell am 16. Juni 2017. Zuvor hatte sie das Amt bereits ab 1. Mai 2015 inne. Ihre Amtszeit endet am 15. Juni 2024. Als ihre Nachfolgerin nominierte der Verwaltungsrat des ECDC im Februar 2024 die frühere österreichische Gesundheitsministerin Pamela Rendi-Wagner.